# Hydroxypropylstärke
Hydroxypropylstärke (HPS) ist ein Derivate der Stärke, das zu den Stärkeethern gehört. Diese modifizierte Stärke wird in der Europäischen Union als Lebensmittelzusatzstoff mit der Bezeichnung E 1440 verwendet.

## Herstellung
Sie wird aus alkalisch vorbehandelter Wachsmaisstärke oder Kartoffelstärke durch eine polymeranaloge Reaktion mit Propylenoxid hergestellt. Bei dieser Reaktion reagieren nicht alle Hydroxygruppen, sodass Gemische mit unterschiedlich hohem Substitutionsgrad entstehen. Auch der Substitutionsgrad der einzelnen Stärkebausteine innerhalb eines Polymers kann unterschiedlich hoch ausfallen.
Damit besteht die Hydroxypropylstärke fast ausschließlich aus Amylopektin, also aus verzweigten Ketten von Glucosemolekülen. Um einen zu schnellen Abbau des Amylopektins durch das endogene Enzym Amylase zu verhindern, erfolgt eine teilweise Hydroxypropylierung der Glucoseeinheiten. Diese Hydroxypropylierung ist auch notwendig um eine Wasserlöslichkeit von Stärke zu erreichen.

## Eigenschaften
Stärkeether werden vor allem als Verdickungsmittel eingesetzt, um die gewünschte Konsistenz wässriger Produkte zu erreichen. Sie sind dabei stabil gegenüber der Einwirkung von Säuren und thermischen Veränderungen. Dies führt zu einer guten Gefrier-Tau-Stabilität. Heutige moderne Hydroxypropylstärken haben eine molare Masse von etwa 200.000 Da mit einem Substitutionsgrad von 59 %.

## Verwendung

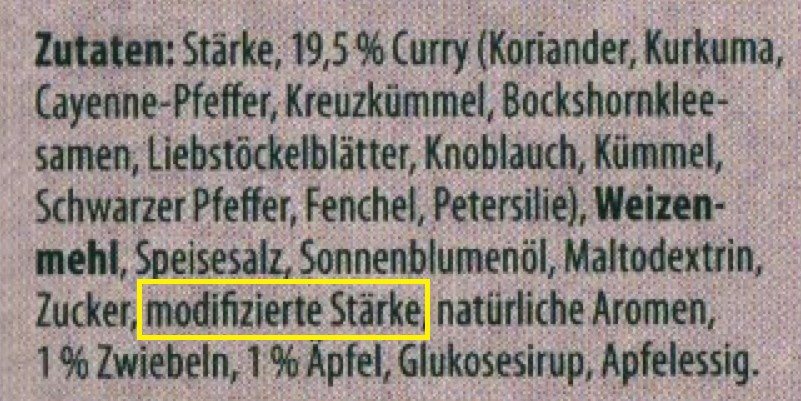
Zutatenliste: Inhaltsstoffangabe von modifizierter Stärke ohne Angabe der E-Nummer

Diese modifizierte Stärke wird bei der Herstellung von Desserts wie Puddings, Füllungen von Backwaren, Salatsaucen sowie Tiefkühl- und Fertigprodukten eingesetzt. Auf der Zutatenliste wird sie dabei häufig nur als modifizierte oder chemisch modifizierte Stärke deklariert.

## Rechtliche Situation
In der Europäischen Union sind die Lebensmittelzusatzstoffe gemäß des Anhangs II der Verordnung (EG) Nr. 1333/2008 (Stand August 2021) sowie in der Schweiz, gemäß der Zusatzstoffverordnung (ZuV) (Stand: Juli 2020) aufgelistet. Die Verwendung von Hydroxypropylstärke ist weiterhin zugelassen.

## Gesundheitliche Risiken
Da die Hydroxypropylstärke wie natürliche Stärke verdaut wird, gilt sie als gesundheitlich unbedenklich. Es existiert keine Angabe für die erlaubte Tagesdosis.